# Dolmen La Table des Diables

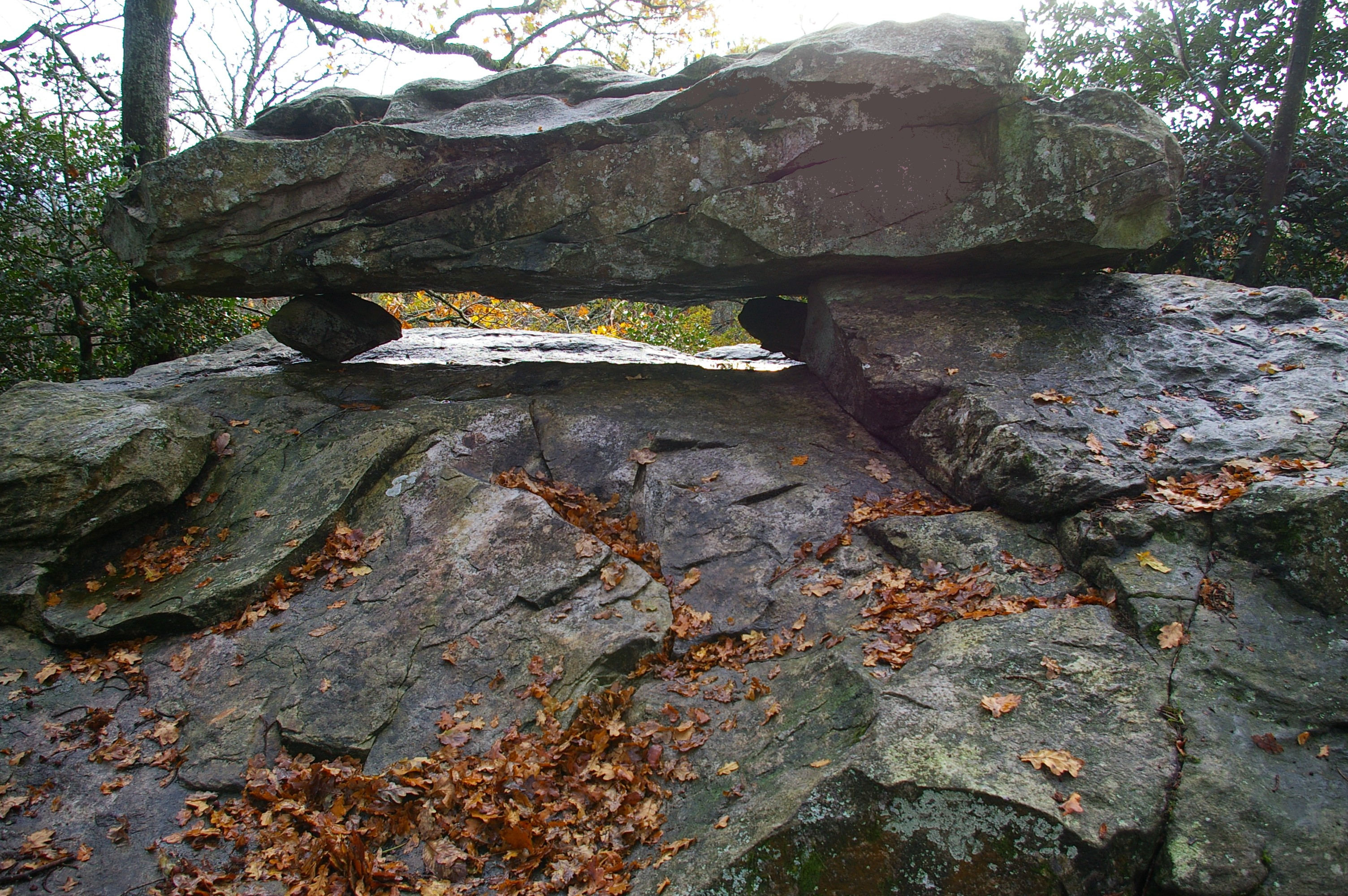
Dolmen Pierre au diable

Der Dolmen La Table des Diables (auch La Pierre au Diable (deutsch „Teufelsstein“) genannt) liegt im La Forêt de Charnie bei Sainte-Suzanne im Osten des Département Mayenne und ist einer von mehreren „Diable-Dolmen“ in der Region und in Frankreich: Le Palais au Diable, Menhir Faix du Diable, La Table aux Diables oder La Table au Diable, La Pierre du Diable (Orgeres), Pierre du Diable (Vitrac), Dolmen du Mont de Viscourt alternativ Pierre du Diable und La Pierre Couvretière (Ancenis) (alternativ La Pierre au Diable). Dolmen ist in Frankreich der Oberbegriff für Megalithanlagen aller Art (siehe: Französische Nomenklatur).
Vieles an der Anlage sieht wie ein natürlicher Aufschluss oder ein Pseudodolmen aus, abgesehen von dem etwa 4,0 × 2,0 m großen Stein auf dem Fels mit ein paar kleinen Stützsteinen. Westlich liegen Reste einer zerstörten Allée couverte mit Reihen paralleler Randsteine im Abstand von etwa einem Meter. Vielleicht war der Felsen auf dem Felsvorsprung ein Deckstein des nicht untersuchten Denkmals. In der Liste der Mégalithes recensés von Mayenne wird dieser Pseudodolmen, ähnlich wie „Le pseudo-dolmen de May-en-Multien“ (Seine-et-Marne) und andere Anlagen, nicht aufgeführt.